# São Miguel do Jarmelo
São Miguel do Jarmelo is een plaats (freguesia) in de Portugese gemeente Guarda en telt 228 inwoners (2001).